# Violet Baudelairová
Violet Baudelairová je jednou z hlavních postav populární série dětských knih Řada nešťastných příhod Lemonyho Snicketa. Ve filmu je ztvárněna Emily Browningovou.
Violet je nejstarší ze sirotků Baudelairových. Její mladší sourozenci jsou: bratr Klaus a sestra Sunny. V době, kdy Violet dosáhne plnoletosti (18 let), má podle rodičovské závěti zdědit jmění rodiny Baudelarových. To je také důvod, proč se v 1. dílu série nazvaném Zlý začátek hlavní záporný hrdina Hrabě Olaf snaží získat lstí její ruku.
V první knize je Violet 14 let, a v Ponuré sluji oslavila patnácté narozeniny. 
 Na konci série je jí 16.
V pozdějších knihách se autor zmiňuje, že Violet je pěkná dívka. Violetina oblíbená kniha je Život Nikoly Tesly. Má také, stejně jako její sourozenci, silnou alergii na větrové bonbony, o čemž se dočteme v 3. dílu série nazvaném Široké okno, kde tato alergie sehraje důležitou roli.

## Životopis
V 1. dílu série ztratí Violet a její sourozenci rodiče, Bertranda a Beatrice Baudelairovy, v požáru, který zcela zničí jejich dům. Ona, Klaus a Sunny jsou posláni k novému opatrovníkovi, zlotřilému hraběti Olafovi, který se pokouší ukrást obrovské jmění Baudelairových. Spřádá proto různé ohavné plány. Olafovi se téměř podaří se s Violet během jeho vlastní hry oženit přímo na jevišti. Violet však úmyslně podepíše manželskou smlouvu levou rukou, a protože je pravačka, je obřad neplatný. Nato se Olaf i se svou společností dočasně ztratí.
K Violetiným pozdějším opatrovníkům patří Doktor Montgomery (strýček Monty), Josephine Anwhistleová (teta Josephine) a vedoucí Mizerovské pily, jemuž nikdo neřekne jinak než Pán. Ve čtvrté knize pracuje Violet se svými sourozenci na Mizerovské pile a místo peněz dostávají zaplaceno poukázkami na rozličné zboží a služby, což se později ukáže jako nezákonné.
Ve Strohé akademii se Violet a její sourozenci seznámí při prvním obědě v Prufrockově přípravné akademii, což je škola, do níž byli posláni, s Duncanem a Isadorou Quagmireovými. Mezi Violet a Duncanem se rozvine velmi těsné přátelství. V desáté knize nazvané Ledová stěna se Violet potká s jejich bratrem Quigleym a spřátelí se s ním. Co se stane s jejich přátelstvím není známo, protože Duncan a Quigley zmizí ve “Velkém neznámu“, jak se píše v knize Konec.
V šesté knize adoptují Violet a její sourozence manželé Jerome a Esmé Squalorovi a v sedmé knize obyvatelé Dědiny ptactva. Na konci knihy jsou sourozenci nařčeni z vraždy Jacquese Snicketa, a když Duncan a Isadora odletí v nezávislém horkovzdušném balonovém obydlí, jež postavil vesnický zřízenec Hector, rozhodnou se uniknout policii. Díky bulvárnímu plátku zvanému Denní etiketa se zprávy o domnělé vraždě připisované sourozencům Baudelairovým rychle rozšiřují. Violet, Klaus a Sunny prchají z Dědiny ptactva do Heimlichovy nemocnice, kde jsou zaměstnáni jako pomocníci v knihovně dokumentů. Když je pronásleduje Esmé Squalorová, jež se stala přítelkyní hraběte Olafa, unikají Klaus a Sunny úzkou šachtou, ale Violet nemůže, protože je příliš velká. Je polapena a hrabě Olaf se ji pokusí odstranit při falešném operačním zákroku, kdy jí hodlá odříznout hlavu. Klausovi a Sunny převlečeným za chirurgy se ji však podaří zachránit. Všem třem se podaří uprchnout z hořící nemocnice a ukrýt se v kufru auta hraběte Olafa.,
V Masožravém lunaparku  se sourozenci sami převléknou za “zrůdy” (Violet a Klaus za osobu s dvěma hlavami) a seženou si zaměstnání v lunaparku Caligari. Na konci knihy předstírají, že se připojují k hraběti Olafovi, ačkoli zloduch ví, že jsou Baudelairovi.

V další, v pořadí již 10. knize se Violet, Klaus a Sunny přestrojí za Sněžné pátrače a setkají se s Quigleym Quagmirem a dozvědí se něco o D. P. V závěru knihy začíná Sunny normálně hovořit, když vykřikne: „Nejsem malé děcko!“ Nakonec, ztraceni v rozbouřených vodách horské říčky, se Baudelairovi octnou na palubě ponorky Kvíkveg, jejímž velitelem je Kapitán Widdershins. Dobrodružství na jeho ponorce popisuje díl Ponurá sluj.

V předposlední, tedy 12. knize nastoupí Baudelairovi do taxíku, který řídí Kit Snicketová, a dostanou se do hotelu Rozuzlení, kde se má konat shromáždění D. P. Baudelairovi se převléknou za hotelové sluhy, aby mohli konat výzvědná pozorování. Na konci knihy jsou nuceni hotel Rozuzlení zapálit a uniknou společně s hrabětem Olafem na lodi.“
Poté co uniknou z hotelu Rozuzlení a zažijí v člunu hroznou bouři, která je vyvrhne na pobřežní mělčinu, setkají se sourozenci v Konci s obyvateli ostrova, jimž nenásilně velí „usnadňovatel“ Ishmael. Violet a její sourozenci jsou přijati mezi ostrovany, ale jejich zvláštní životní styl jim zkrátka nesedí. Nová bouře vyvrhne na pobřežní mělčinu i vážně zraněnou Kit Snicketovou. Sourozenci mezitím nalézají v úkrytu v kořenech obrovské jabloně kroniku se záznamy zapisovanými jejich rodiči. Začínají pátrat a, jako už tolikrát, narážejí na nepochopení a nevůli dospělých reprezentovaných v tomto případě Ishmaelem. Spory se vyostřují, vstupuje do nich hrabě Olaf. Jeho zásluhou se mezi ostrovany rozlétnou spory smrtelně jedovatého medúzovitého mycelia. Ostrované opouštějí ve snaze o záchranu ostrov. Hrabě Olaf umírá a po porodu umírá i Kit Snicketová. Violet, Klaus a Sunny se tak stávají adoptivními rodiči její dcerky, kterou v souladu s jejím přáním nazvali po své matce Beatrice. Další osud Violet a jejích sourozenců je nejasný. Autor v závěru přiznává, že navzdory veškerému pátrání nemá tušení, jak se život sourozenců Baudelairových odvíjel dál, poté co i s Beatrice opustili ostrov.

## Vynálezy
Zatímco Klaus je badatel, Sunny ten, kdo kouše (a později kuchař), je Violet vynálezce. Téma dětí, jež mají každé zvláštní schopnosti, je zachováno i u ostatních dětských postav v sérii. V případě Quagmireových trojčat je Isadora básník, Duncan žurnalista a Quigley kartograf. Nestálá přítelkyně sourozenců Baudelairových Fiona je mykoložka.
Violet je vypodobněna jako nesmírně nadaná vynálezkyně. Často sestrojuje různá zařízení, jejichž pomocí zachraňuje sebe a své sourozence z nebezpečných situací. Používá při tom obyčejné předměty, jež jsou právě po ruce. Když Violet něco vymýšlí, sváže si vlasy stuhou, aby jí nepadaly do očí. 

V pěti letech Violet vyhrála svoji první vynálezeckou soutěž s automatickým válečkem na těsto. Zhotovila ho z rozbité okenní rolety a šesti párů kolečkových bruslí. Tak získala první místo a obdiv rozhodčích, kteří se vsadili, že by Violet dokázala něco vynalézt i s oběma rukama svázanýma za zády. Než její rodiče zemřeli, chodívala ráda do Muzea Verneových vynálezů, kde se konala řada výstav. Mezi jinými tam bylo i jisté mechanické zařízení, jež ji přivedlo na myšlenku stát se vynálezcem. Tehdy jí byly pouhé dva roky!

### Violetiny vynálezy
- V knize Zlý začátek Violet z kovové tyče a roztrhaného oblečení zhotovila hákovací kotvu s lanem.[10]
- V knize Temné terárium sestrojila pomocí připínáčku ze dvou kovových vodičů elektrické zástrčky šperhák.[11]
- V knize Široké okno udělala z plachtoviny, rybářského prutu, kovového kbelíku a síťky na vlasy signální zařízení.[12]
- V knize Strohá akademie vytvořila stroj na výrobu skobiček do sešívačky. Použila přitom malého kraba, brambor, kovové tyčinky, špenátovou kaši a vidličku.[13]
- V knize Nouzový výtah udělala z prodlužovacích šňůr, lanek na zatahování záclon a kravat náhražkové lano. Zhotovila také pomocí v troubě rozžhavených krbových pohrabáčů svářečské hořáky.[14]
- V knize Zpustlá vesnice vymyslela beranidlo, použila při tom: dřevěnou lavici, vodu a bochník chleba. Také pomohla Hectorovi uvést do provozu jeho nezávislé horkovzdušné balonové obydlí.[6]